# Vor uns liegt das Leben
Vor uns liegt das Leben ist ein deutsches Zeitdrama aus dem Jahre 1948 des Kameramanns Günther Rittau, dessen letzte Filmregie dies war. Die Hauptrolle spielt Hermann Speelmans.

## Handlung
Einst konnte Kapitän Harms dem wichtigen und lebensrettenden Beruf an Bord eines Seenotrettungs-Hochseeschleppers nachgehen, ehe ein alliierter Bombenangriff seinen Kutter auf den Grund des Hafenbeckens versenkte. Der alte Mann kann sich nicht damit abfinden, an Land festzusitzen, da nunmehr die Alliierten den Deutschen jegliche Hochseefahrt untersagt haben. Dennoch lässt Harms nichts unversucht, sein versunkenes Boot wieder zu heben – vergebens. Der alte Seebär wird immer frustrierter und verfällt allmählich dem Alkohol.
Um wenigstens zu etwas Nütze zu sein, lässt sich Harms darauf ein, mit einem Kutter nächtliche Schmuggelfahrten zu unternehmen. Ein Umdenken findet bei ihm erst statt, als Kapitän Harms’ kleiner Sohn Peter im Wattenmeer in große Gefahr gerät und zu ertrinken droht. Renate Harms, Peters Mutter, ergreift daraufhin die Initiative und versucht auf eigene Faust den Hochseeschlepper ihres deprimierten Gatten zu bergen. Endlich kann der passionierte Seemann wieder aufs Meer hinaus und seiner Leidenschaft nachgehen. Die wirtschaftliche Existenz scheint ebenso gesichert wie der Zusammenhalt der Familie.

## Produktionsnotizen
Vor uns liegt das Leben, später auch unter Die Fünf vom Titan geführt, entstand im Filmatelier von Berlin-Tempelhof und in Bremerhaven (Außenaufnahmen). Die Premiere fand am 17. Dezember 1948 in Köln statt, in Berlin wurde der Streifen im Westen der Stadt am 15. Juli 1949 und im Osten am 20. September 1949 erstmals gezeigt.
Produzent Hans Tost wirkte auch als Produktionsleiter. Hermann Warm entwarf die Filmbauten, die Bruno Monden umsetzte.
Diese Produktion war ein so genannter Austauschfilm Westdeutschland/Mitteldeutschland.

## Kritik
„Durch die produktionstechnischen Defizite inszenatorisch eher schlicht, besitzt der Film aber eine durchaus bemerkenswerte naturalistische Atmosphäre. Die Themen sind typisch für die ersten Nachkriegsjahre: Hunger, Tauschgeschäfte, Mangel an allem und jedem, schließlich aber doch Hoffnung und Aufbau.“